# Корнильєвська Слобода
Корни́льєвська Слобода́ (рос. Корнильевская Слобода) — присілок у складі Грязовецького району Вологодської області, Росія. Входить до складу Ростиловського сільського поселення.
Стара назва — Слобода.

## Населення
Населення — 8 осіб (2010; 14 у 2002).
Національний склад (станом на 2002 рік):
- росіяни — 100 %